# Industria aerocomercial
La industria aerocomercial, o negocio aeronáutico, está formada por todas aquellas actividades vinculadas al transporte aéreo civil que incluyen a: 
- Operadores o aerolíneas,
- Agencias de viajes
- Aeropuertos
- Infraestructura,
- Constructores de aeronaves

Otras industrias relacionadas son la industria del petróleo, de los seguros, del turismo y de la seguridad.

## Cifras
El negocio de las líneas aéreas tiene ingresos totales estimados en 450.000 millones de dólares según cifras de la IATA al 2006. 
La entidad señala que desde los atentados del 11 de septiembre de 2001, las aerolíneas han acumulado pérdidas por 41.000 millones de dólares. Solo en 2005 las pérdidas alcanzaron a 3200 millones de dólares y para el 2006 se estiman en 500 millones de dólares. Sin embargo, se estiman utilidades para el 2007 por 2500 millones de dólares calculados basándose en un descenso de 20 dólares en el precio del barril, y un estancamiento para los años posteriores en el impulso de la economía mundial.

## Características
La industria aérocomercial es de grandes volúmenes de venta y de bajos márgenes de utilidades. 
Tiene altos costos fijos y una demanda muy variable, sensible a los ciclos de la economía y a factores externos. 
Es un mercado muy competitivo, lo que incentiva guerras de precios y competencias por itinerarios, haciendo quebrar a quienes no tienen una estrategia de negocio inteligente basada en la flexibilidad y la eficiencia.
De hecho, la industria ha acumulado millonarias pérdidas en los últimos años producto de la competencia, pero también de los recientes atentados terroristas (9/11) y el alza en el valor del petróleo. 
Depende de una exigente logística y servicio, por lo que el soporte en la tecnología es clave para brindar servicio al cliente y eficiencia interna.
La mayoría de las aerolíneas transportan carga y pasajeros.

## Negocio de Pasajeros
Existen dos clases de negocios, orientados a conocer a sus pasajeros, definiendo sus gustos y prioridades para así brindar un servicio de calidad en los destinos que ofrece.
- Negocio Doméstico, vuelos dentro del país donde opera la aerolínea)
- Negocio Internacional, en el cual se distinguen tres tipos de clientes: Sudamericano (aquellos que buscan mejor itinerario y frecuencias), Internacional (valoran un itinerario en particular y les gusta el servicio), y Turismo/Étnico (pasajeros que buscan ventajas en precios ya sea para viajar de vacaciones o por otros motivos).